# Syndicat de la presse indépendante d'information en ligne
Le syndicat de la presse indépendante d'information en ligne (Spiil) est un syndicat professionnel français créé en octobre 2009 afin de défendre les intérêts professionnels des éditeurs de presse en ligne indépendants.
Il est fondé par les responsables de sept éditeurs de presse : Arrêt sur images, Bakchich, Indigo Publications, Mediapart, Rue89, Slate.fr et Terra eco. En 2022, il compte 260 membres.

## Histoire

### Création
L'une des dispositions de la loi favorisant la diffusion et la protection de la création sur internet, dite loi Hadopi 1, adoptée en mai 2009, officialise la création du « statut d'éditeur de presse en ligne ». Celui-ci est délivré par la Commission paritaire des publications et des agences de presse (CPPAP). Le numéro de commission paritaire reçu par les sites d'information leur permet d'obtenir des aides de l'État jusque-là réservés à la presse écrite. En octobre 2009, des sites d'information français uniquement présents sur le web (dits « pure players »), fondent le Syndicat de la presse indépendante d'information en ligne (Spiil). Ils estiment que leur propre syndicat professionnel sera plus efficace que le Groupement des éditeurs de services en ligne (Geste), qui rassemble les grands groupes de presse français, pour défendre leurs spécificités,.
Selon le site officiel du syndicat, son but est de « procéder à l'étude, à la représentation et à la défense des intérêts professionnels, économiques, déontologiques, matériels et moraux des éditeurs de presse en ligne indépendants, généralistes ou spécialisés ». Les sites adhérents doivent être indépendants et compter au moins un journaliste professionnel employé à plein temps.
La première assemblée générale du Spiil se tient en octobre 2009. Maurice Botbol du groupe Indigo Publications est désigné comme président. La vice-présidence revient à Laurent Mauriac, directeur général du site Rue89. Edwy Plenel, fondateur de Mediapart, occupe les fonctions de secrétaire général ; Éric Leser, directeur général de Slate.fr, celles de trésorier. Les autres membres sont Nicolas Beau de Bakchich, Walter Bouvais de Terra eco et Daniel Schneidermann du site Arrêt sur images.

### Développement
En l'espace d'un an, les sept sites fondateurs sont rejoints par une soixantaine de sites web.
En décembre 2012, Pierre Haski, président de la société Rue89, informe le président du SPIIL de son départ du syndicat « à la demande de son actionnaire ». Le site a été racheté un an auparavant par le groupe Perdriel auquel appartient l'hebdomadaire Le Nouvel Observateur.
En février 2015, Jean-Christophe Boulanger, président-directeur général de Contexte, est élu comme nouveau président du syndicat. Il est renouvelé dans cette fonction en mai 2018. Laurent Mauriac, président de Brief.me, et Cécile Dubois, rédactrice en chef de 94Citoyens, lui ont succédé en tant que co-présidents en mars 2021.
En 2017, l'assemblée générale du syndicat décide de l'ouverture du Spiil aux éditeurs au-delà de la presse numérique. Le Spiil représente donc depuis des éditeurs indépendants de la presse papier ou de l'audiovisuel.
En janvier 2022, le syndicat compte 260 éditeurs de presse.
Entre octobre 2018 et septembre 2020, François Meresse a été directeur général du syndicat.

## Financement
Les membres du Spiil bénéficient des aides de l'État, au même titre que la presse écrite, ainsi que du soutien financier du Fonds d'aide au développement des services de presse en ligne (SPEL). Le fonds est créé à la suite des États généraux de la presse écrite et mis en place en 2009 par un décret. Il doit attribuer 60 millions d'euros d'aides sur une période de trois ans, sous forme d'avances remboursables et de subventions. 15,4 millions d'euros sont attribués en 2009, dont 5 % à la presse en ligne.

## Communication

### Identités visuelles

Précédent logo
Logo actuel

### Activité de lobbying

#### Auprès de l'Assemblée nationale
Le Spiil est inscrit comme représentant d'intérêts auprès de la Haute autorité pour la transparence de la vie publique. Le syndicat déclare à ce titre qu'en 2018, les coûts annuels liés aux activités directes de représentation d'intérêts auprès du Parlement sont compris entre 10 000 euros et 25 000 euros.
Différentes thématiques ont été abordées entre 2017 et 2019 auprès de l'Assemblée nationale : la représentation du Spiil à la Commission de la carte d'identité des journalistes professionnels ; l’éducation aux médias ; réforme des aides à la presse sur le thème du pluralisme et de la neutralité des supports (ouverture aux services de presse en ligne ; taux de TVA de 2,1%, contenus sur internet) ; transparence dans la politique des plateformes de modération des contenus ; réforme du marché des annonces judiciaires et légales.

#### Auprès des institutions de l'Union européenne
Le Spiil est inscrit depuis 2011 au registre de transparence des représentants d'intérêts auprès de la Commission européenne. Il déclare en 2019 pour cette activité des dépenses d'un montant de 10 000 euros.